# San Lucas, Siltepec
San Lucas är en ort i Mexiko.   Den ligger i kommunen Siltepec och delstaten Chiapas, i den sydöstra delen av landet, 800 km sydost om huvudstaden Mexico City. San Lucas ligger 1 537 meter över havet och antalet invånare är 308.
Terrängen runt San Lucas är bergig åt sydväst, men åt nordost är den kuperad. San Lucas ligger nere i en dal. Runt San Lucas är det ganska tätbefolkat, med 83 invånare per kvadratkilometer. Närmaste större samhälle är El Porvenir de Velasco Suárez, 8,8 km sydost om San Lucas. I omgivningarna runt San Lucas växer i huvudsak blandskog.